# イートレックジャパン
イートレックジャパン株式会社（E-TREK-JAPAN Co.,Ltd.）は、日本のゲーム関連のソフトウェア開発会社。
本社は大阪市中央区。2000年設立。
現在は主にパチンコ・パチスロ関連や、コンシューマ向けゲームアプリの開発・運用を手がけている。

## 主な開発実績

### パチンコ
- CR五右衛門（タイヨーエレック）
- CR伝説の巫女（タイヨーエレック）
- CR匠の道（タイヨーエレック）
- CRひかる源氏（タイヨーエレック）
- CR元祖!大江戸桜吹雪2（平和）
- CR黄門ちゃま寿～助けて黄門ちゃま!いや、マジで（汗（平和）

### パチスロ
- 吉宗（大都技研）
- 押忍!番長（大都技研）
- 球児（SNKプレイモア）
- パチスロ伝説の巫女（タイヨーエレック・サミー）
- ファイアーヒーロー（アトム）
- クイージ（コルモ・SNKプレイモア）
- 球児2（SNKプレイモア）
- ぱちすろ黄門ちゃま～光れ!正義の印籠編～（平和・オリンピア）
- 女番長 スケバン（高砂電器産業）
- パチスロ熱血!華成学園ヒーロー部（ディ・ライト）
- 押忍!!豪炎高校應援團（山佐）
- パチスロ黄門ちゃま 喝（平和・オリンピア）

### 家庭用ゲーム
- ドラえもん3 魔界のダンジョン
- THE テニス（ディースリー・パブリッシャー）
- THE 巨人走（ディースリー・パブリッシャー）

### ソーシャルゲームアプリ
- サモンモンスターズ（カードバトル）
- 神算!三国英雄演戯
- ウチくま（キャラゲーム）

### スマホゲームアプリ
- パパのいうことを聞きなさい!TB（バンダイナムコゲームス）
- みんなのゴルフSMART（NTTドコモ、スゴ得/SCEI）
- ピヨ山たおし（ディースリー・パブリッシャー）
- こっちに根菜（ディースリー・パブリッシャー）
- オバチャンを探せ！（ディースリー・パブリッシャー）

### モバイルゲームアプリ
※パブリッシャー名表示のないものは全てSCEI
- みんなのテニスモバイル シリーズ1・2
- みんなのGOLFモバイル シリーズ1～3
- みんなのスッキリ　ホームラン
- みんなのスッキリ　ジオラマ大作戦
- 勇者のくせになまいきだシリーズ
- アークザラッド
- XI[sai]
- I.Q
- サルゲッチュシリーズ
- サルゲッチュレース
- サルゲッチュ サヤカ大冒険
- ラチェット&クランク デジタル銀河の大脱出!
- 無限回廊
- ファンタビジョン
- LocoRoco Mobile
- GAJJIRIRACER（カーレース）
- ポポロクロイス物語 カードクエスト
- 俺の料理DX
- マックス先生の英語で遊ぼう♪